# Influencer
Un influencer (cunoscut și ca influencer în rețelele sociale sau influencer online) este o persoană care își construiește o prezență online prin conținut captivant, cum ar fi fotografii, videoclipuri și actualizări, folosind interacțiunea directă cu publicul pentru a stabili autenticitatea, expertiza și atractivitatea și diferențiindu-se de celebritățile tradiționale prin creșterea platformei lor prin intermediul social media, mai degrabă decât prin faima preexistentă. Referentul modern al termenului este, de obicei, un rol plătit în care o entitate comercială plătește pentru activitatea de influențare pe rețelele de socializare pentru a-și promova produsele și serviciile, cunoscut sub denumirea de marketing al influențatorilor. Tipurile de influențatori includ influențatorul de modă, influențatorul de călătorii și influențatorul virtual, și implică creatori de conținut și streameri .
Unii influenceri sunt asociați cu aplicații specifice de social media, cum ar fi influenți TikTok, influenceri Instagram, sau influenceri Pinterest, iar mulți sunt, de asemenea, considerați celebrități de pe internet. La data de 2023, Instagram era platforma de socializare pe care companiile cheltuiau cei mai mulți dolari în publicitate pentru marketing cu influenți. Cu toate acestea, influencerii își pot exercita influența asupra oricărui tip de rețea de socializare. Astfel, modul în care Instagram folosește influenceri în promovare a fost preluată și de platforme precum LinkedIn, TikTok, Snapchat și Roblox.

## Categorizare
Influencerii sunt clasificați în funcție de numărul de urmăritori pe care îi au pe rețelele sociale. Aceștia includ susținători celebri, de la cei cu un număr mare de adepți, până la creatori de conținut de nișă cu un număr de adepți fideli pe platformele social-media precum YouTube, Instagram, Facebook și Twitter. Numărul adepților lor variază de la sute de milioane la 1.000.
- Nanoinfluenceri – Aceștia sunt influenceri care au o urmărire cuprinsă între 1k și 10k.
- Microinfluenceri – Aceștia sunt influenceri cu adepți în intervalul de la 10K la 100k
- Macroinfluenceri – Aceștia sunt influenceri cu adepți în intervalul de la 100K la 500K
- Mega/Celeb-influencers – Aceștia sunt influenceri cu peste 500.000 de urmăritori[26][25][24][27][28][29]

Întreprinderile urmăresc persoanele care își propun să reducă consumul de reclame și sunt dispuse să plătească mai mult influencerii lor. Vizarea influențatorilor este văzută ca o modalitate de a crește raza de acțiune a marketingului, contracarând tendința crescândă a clienților potențiali de a ignora marketingul
Cercetătorii în marketing Kapitan și Silvera constată că selecția influențatorilor se extinde la personalitatea produsului. Această potrivire între produs și beneficii este esențială. Pentru un șampon, acesta ar trebui să folosească un influencer cu părul frumos. De asemenea, un produs ostentativ poate folosi culori îndrăznețe pentru a-și transmite marca. Dacă un influencer nu este ostentativ, acesta va intra în conflict cu marca. Potrivirea unui influencer cu scopul și starea de spirit a produsului este importantă.

## Influenceri în România
În iunie 2024 existau în România aproximativ 48.000 de influenceri activi, fiecare având cel puțin o campanie plătită pe lună. Totalul bugetelor pentru campanii cu influenceri au fost estimate în acela'i an la peste 100 milioane €. Piața de marketing prin Influenceri era formată, conform unui studiu MOCAPP din 77% nanoinfluenceri, 18,1% microinfluenceri, 4,5% middle-influenceri, în timp ce macroinfluencerii reprezentau 0,3% din piață.